# Goryl Śnieżek w Barcelonie
Goryl Śnieżek w Barcelonie (hiszp. Copito de nieve) – hiszpański film animowany z 2011 roku w reżyserii Andrésa G. Schaera.
Światowa premiera filmu odbyła się 23 grudnia 2011 roku. W Polsce premiera odbyła się 25 maja 2012 roku w polskich kinach.
Jedyny znany biały goryl, nazywany po katalońsku Floquet de Neu, po hiszpańsku Copito de Nieve, a po angielsku Snowflake (we wszystkich językach "płatek śniegu") został schwytany w 1966 i żył w zoo w Barcelonie do 2003 roku. Na jego cześć nazwano planetoidę (95962) Copito.

## Obsada
- Ariana Grande - Goryl Śnieżek
- Elsa Pataky – Czarownica z Północy
- Rosa Boladeras – Anna
- Pere Ponce – Luc de Sac
- Claudia Abate – Paula
- Joan Sullà – Leo
- Fèlix Pons Ferrer – Daniel

i inni

## Wersja polska
Wersja polska: Studio PRL na zlecenie KINO ŚWIAT

Reżyseria: Dariusz Błażejewski

Dialogi: Dariusz Paprocki

Nagranie i montaż dialogów: Kamil Sołdacki

Tekst piosenki: Marek Robaczewski

Nagranie piosenek: Kamil Sołdacki

Głosów użyczyli:
- Grzegorz Drojewski – Śnieżek
- Cezary Pazura – Dżambo
- Asia Pach – Kunta
- Karol Wróblewski – Kinte
- Paweł Królikowski – Kong
- Jarosław Boberek – Luc de Sac
- Anna Dereszowska – Czarownica z Północy
- Aleksandra Kowalicka – Pola
- Maciej Falana – Leon
- Jacek Kopczyński – Daniel
- Izabella Bukowska – Anna
- Dariusz Błażejewski

i inni